# Billy the Kid (série télévisée)
Pour les articles homonymes, voir Billy the Kid (homonymie).
Production
Diffusion
Billy the Kid est une série télévisée américaine dramatique créée par Michael Hirst qui se déroule au 19e siècle dans le vieil ouest américain. La série met en scène Tom Blyth comme hors-la-loi et tireur d'élite en tant que Billy the Kid.
La série est sortie le 24 avril 2022 sur Epix. La série a été renouvelée pour une deuxième saison sur MGM+ le 15 octobre 2023. En France, la série est disponible sur Paramount+.

## Synopsis
La série suit la vie de Billy the Kid, également connu sous le nom de William H. Bonney, de son enfance de ses origines irlandaises à son rôle dans la guerre du comté de Lincoln.

## Distribution

### Acteurs principaux
- Tom Blyth (VF : Yoann Sover) : Henry McCarty / Billy the Kid
  - Jonah Collier (VF : Ornella Jude) : Billy jeune
- Eileen O'Higgins (en) (VF : Chloé Berthier) : Kathleen McCarty (saison 1, invitée saison 2)
- Daniel Webber (VF : Julien Allouf) : Jesse Evans (en)
- Alex Roe (VF : Christophe Seugnet) : Pat Garrett (saison 2, invité saison 1)

### Acteurs récurrents

#### La faction Tunstall-McSween et les Régulateurs du comté de Lincoln
- Horatio James (VF : Eilias Changuel) : Charlie Bowdre
- Luke Camilleri (VF : Alexis Tomassian) : Alex McSween
- Brendan Fletcher (VF : Cyrille Monge) : George Coe (en)
- Benjamin Sutherland (invité, saison 1) et Linus Roache (saison 2) : John Tunstall
- Josh Cruddas : Fred Waite (saison 2)
- Reilly Dolman : Richard « Dick » Brewer (saison 2)
- Tom Carey : John Middleton (en) (saison 2)
- Javier Lacroix : Juan Patrón (saison 2)
- Guilherme Babilônia : Yginio Salazar (en) (saison 2)
- Pepe Johnson (VF : Alexandre Bierry) : Tom O'Folliard (en) (saison 2)

#### La faction Murphy-Riley et le gang de Jesse Evans
- Sean Owen Roberts (VF : Philippe Roullier) : Bob Olinger (en)
- Dakota Daulby (en) (VF : Jean-Baptiste Guionie) : John Beckwith
- Ian Tracey (VF : Serge Biavan) : Frank Baker
- Vincent Walsh (VF : Hervé Jolly) : le major Lawrence Murphy
- Shaun Benson (VF : Loïc Houdré) : John Riley
- Chad Rook (VF : Charles Mendiant) : James Dolan (en) (saison 1, invité saison 2)
- Bill MacDonald (VF : Jean-François Aupied) : le shérif William Brady (saisons 1-2)
- Mark Krysko : Andrew « Buckshot » Roberts (en) (saison 2)
- Quentin Schneider : William Morton (saison 2)

#### Autres
- Jamie Beamish (VF : Jérémy Bardeau) : Henry Antrim (saison 1)
- Ryan Kennedy (VF : François Tavares) : Ash Upson (en) (saison 1)
- Nuria Vega : Dulcinea del Tobosco
- Veronica Long : Manuela Bowdre
- Zak Santiago (VF : Frédéric Strouck) : le shérif Saturnino Baca
- Lisa Chandler : Sue McSween (saison 2, invitée saison 1)
- Matthijs van de Sande Bakhuyzen : Edgar Walz (saison 2)

### Invités
- Joey Batey (VF : Emmanuel Lemire) : Patrick McCarty (saison 1)
- Leif Nystrom et Nash Nystrom : Joe McCarty (saison 1)
- Timothy Webber (VF : Bruno Magne) : Moss
- Michael Adamthwaite (VF : Fabrice Lelyon) : Alias (saison 1)
- Christie Burke : Barbara Jones (saison 1)
- Guillermo Alonso (VF : Vincent Ropion) : Melquiades Segura (saison 1)
- Siobhan Williams : Irene (saison 1)
- Ty Provost : José Chávez (en) (saison 1)
- David Cubitt : Thomas Catron (en) (saison 2)
- Jasmine Vega : Ana Baca (saison 2)
- Manuel Uriza : Antonio del Tobosco (saison 2)
- Iván López (en) : José (saison 2)

 Source et légende : version française (VF) sur RS Doublage et Doublage Séries Database

## Épisodes
| Épisodes | États-Unis | Début de saison | Fin de saison   |
| -------- | ---------- | --------------- | --------------- |
| 1        | 8          | 24 avril 2022   | 5 juin 2022     |
| 2        | 8          | 15 octobre 2023 | 3 décembre 2023 |

## Première saison (2022)
| Numéro de l'épisode | Titre français     | Titre original             | Première diffusion |
| ------------------- | ------------------ | -------------------------- | ------------------ |
| 1                   | Immigrants         | The Immigrants             | 24 avril 2022      |
| 2                   | Crotale            | The Rattler                | 24 avril 2022      |
| 3                   | Antrim             | Antrim                     | 24 avril 2022      |
| 4                   | Interlude          | Interlude                  | 1er mai 2022       |
| 5                   | Un coin de paradis | The Little Bit of Paradise | 8 mai 2022         |
| 6                   | Fate               | Fate                       | 15 mai 2022        |
| 7                   | The house          | At the House               | 22 mai 2022        |
| 8                   | Bain de sang       | The Rampage                | 5 juin 2022        |

Source des titres en français
Source des titres originaux

## Deuxième saison (2023)
La diffusion de la saison 2 est prévue en 2 parties de 4 épisodes chacune.
| Numéro de l'épisode | Titre français         | Titre original      | Première diffusion |
| ------------------- | ---------------------- | ------------------- | ------------------ |
| 1                   | Titre français inconnu | The Road to Hell    | 15 octobre 2023    |
| 2                   | Titre français inconnu | Sickness            | 22 octobre 2023    |
| 3                   | Titre français inconnu | The Agony           | 29 octobre 2023    |
| 4                   | Titre français inconnu | The Day of the Dead | 5 novembre 2023    |
| 5                   | Titre français inconnu | Titre inconnu       |                    |
| 6                   | Titre français inconnu | Titre inconnu       |                    |
| 7                   | Titre français inconnu | Titre inconnu       |                    |
| 8                   | Titre français inconnu | Titre inconnu       |                    |

### Fiche technique
- Titre : Billy the Kid
- Création : Michael Hirst
- Scénario : Michael Hirst
- Décors : Leah Scheitel
- Costumes : Carol Case
- Photographie : Karl Walter Lindenlaub, Eric Kress, Ed Wild
- Montage :
- Musique : Mark Korven
- Production : Nick Iannelli
  - Production exécutive : Michael Hirst, Donald De Line, Darryl Frank, Justin Falvay, Otto Bathurst (saison 1), Toby Leslie (saison 1), Rola Bauer
- Scénario : Michael Hirst
- Sociétés de production : Amblin Television, One Big Picture (saison 1), De Line Pictures, MGM Television, MGM+ Studios
- Budget :
- Pays d'origine :  États-Unis
- Langue originale : anglais
- Format : couleur - 35 mm - 16:9 HD - son Dolby Atmos
- Genre : Western
- Durée : 45 minutes - 54 minutes
- Classification : Déconseillé aux moins de 16 ans.

## Production

### Genèse et développement
Le 4 mai 2021, il a été annoncé qu'Epix avait autorisé la série pour une première saison de huit épisodes, qui sera écrite et produite par Michael Hirst. Il a également été annoncé qu'Otto Bathurst réalisera les deux premiers épisodes. Les sociétés de production impliquées dans la série comprennent Epix, MGM International TV Productions et Nordic Entertainment Group,. Le 10 janvier 2023, la série a été renouvelée pour une deuxième saison.

### Distribution des rôles
Le 13 mai 2021, il a été annoncé que Tom Blyth avait été choisi pour le rôle principal de la série. Le 27 août 2021, il a été annoncé que Daniel Webber avait été choisi pour le rôle de Jesse Evans.

### Tournage
Les prises de vue principales de la série ont eu lieu à Calgary, en Alberta, au Canada, et dans les environs.

## Diffusion
La série a été présentée en première mondiale en mars 2022 lors du Festival Séries Mania à Lille, en France. La série a été diffusée en première aux États-Unis sur Epix le 24 avril 2022.
En Australie, elle est distribuée par Stan.
En France, au Canada et en Amérique latine, elle est disponible en streaming sur Paramount+.